# Thivars
Thivars – miejscowość i gmina we Francji, w Regionie Centralnym, w departamencie Eure-et-Loir.
Według danych na rok 1990 gminę zamieszkiwało 975 osób, a gęstość zaludnienia wynosiła 106 osób/km² (wśród 1842 gmin Regionu Centralnego Thivars plasuje się na 408. miejscu pod względem liczby ludności, natomiast pod względem powierzchni na miejscu 1193.).